# Helicius chikunii
Helicius chikunii är en spindelart som först beskrevs av Logunov, Marusik 1999.  Helicius chikunii ingår i släktet Helicius och familjen hoppspindlar. Inga underarter finns listade i Catalogue of Life.